# Свети Димитър (Дреновени)
Вижте пояснителната страница за други значения на Свети Димитър.
„Свети Димитър“ (на гръцки: Aγίου Δημητρίου) е православна църква в костурското село Дреновени (Кранионас), Егейска Македония, Гърция. Църквата е енорийски храм на Костурската епархия.
Църквата е гробищният храм на селото, разположен между двете махали Горно и Долно Дреновени. Има ценни възрожденски икони.